# Etlio
Etlio, na mitologia grega, foi um filho de Zeus com Protogênia, filha de Deucalião e Pirra.
Segundo o que Pausânias investigou com o povo de Élis, o primeiro rei desta terra foi Etlio, e seu sucessor foi seu filho Endimião; porém segundo Pseudo-Apolodoro o fundador de Élis foi Endimião, que trouxe os eólios da Tessália. Endimião seria filho de Etlio com Cálice, filha de Éolo e Enarete.
Pelos cálculos de Isaac Newton, Etlio foi contemporâneo de Roboão, rei de Israel e Judá.